# Джозеф, Катберт
Катберт Джозеф (англ. Cuthbert Joseph; 1927, Сипария, Тринидад и Тобаго, Британская Вест-Индия — 29 ноября 2011, Cascade, Тринидад и Тобаго) — государственный деятель Тринидада и Тобаго, министр иностранных дел (1975—1976).

## Биография
Окончил созданную его отцом школу для подготовки кадров создаваемой нефтяной промышленности на юге Тринидада. Продолжил обучение в Университете Вест-Индии на Ямайке и в аспирантуре Института международных исследований в Женеве, окончив его с докторской степенью в области международных отношений.
В 1949 г. поступил на государственную службу в колониальный секретариат.
- 1971—1986 гг. — занимал ряд министерских должностей: министр по вопросам Вест-Индии, образования и культуры, развития местного самоуправления, коммунального хозяйства и транспорта,
- 1975—1976 гг. — министр иностранных дел Тринидада и Тобаго.

В 1986 г. ушёл из политики на преподавательскую работу на юридический факультет Университета Вест-Индии.
В 2002—2010 гг. — посол по особым поручениям в Секретариате Карибского сообщества, ответственный за вопросы правовой интеграции.